# West Jefferson (Alabama)
 West Jefferson, Alabama és una població dels Estats Units a l'estat d'Alabama. Segons el cens del 2000 tenia 344 habitants.

## Demografia
Segons el cens del 2000, West Jefferson tenia 344 habitants, 138 habitatges, i 108 famílies La densitat de població era de 184,5 habitants/km².
Dels 138 habitatges en un 30,4% hi vivien nens de menys de 18 anys, en un 63% hi vivien parelles casades, en un 7,2% dones solteres, i en un 21,7% no eren unitats familiars. En el 18,8% dels habitatges hi vivien persones soles l'11,6% de les quals corresponia a persones de 65 anys o més que vivien soles. El nombre mitjà de persones vivint en cada habitatge era de 2,49 i el nombre mitjà de persones que vivien en cada família era de 2,82.
Per edats la població es repartia de la següent manera: un 23% tenia menys de 18 anys, un 7% entre 18 i 24, un 28,2% entre 25 i 44, un 24,7% de 45 a 60 i un 17,2% 65 anys o més.
L'edat mitjana era de 40 anys. Per cada 100 dones hi havia 95,5 homes. Per cada 100 dones de 18 o més anys hi havia 96,3 homes.
La renda mitjana per habitatge era de 47.813 $ i la renda mitjana per família de 53.750 $. Els homes tenien una renda mitjana de 36.406 $ mentre que les dones 30.000 $. La renda per capita de la població era de 19.256 $. Aproximadament l'1,8% de les famílies i el 2,6% de la població estaven per davall del llindar de pobresa.

## Poblacions properes
El següent diagrama mostra les poblacions més properes.